# Nazim Babayev
Nazim Babayev, född 8 oktober 1997, är en friidrottare från Azerbajdzjan. Han deltog vid olympiska sommarspelen 2016 och olympiska sommarspelen 2020.